# Stade Juan Antonio Endeiza
Le Stade Juan Antonio Endeiza (en espagnol : Estadio Juan Antonio Endeiza), est un stade de football espagnol situé dans la ville d'Andorra, en Aragon.
Le stade, doté de 3 000 places et inauguré en 1956, sert d'enceinte à domicile pour l'équipe de football de l'Andorra Club de Fútbol.
Le stade porte le nom de Juan Antonio Endeiza Obieta, président du club entre 1960 et 1973.

## Histoire
Le stade ouvre ses portes en 1956 sous le nom d’Installations sportives Calvo Sotelo (en espagnol : Instalaciones deportivas Calvo Sotelo). Il est inauguré le 19 juillet 1956.
Un toit est ajouté à la tribune en 1960.
En 1972, le stade change de nom en l'honneur de Luis Arias, président de l’Empresa Nacional Calvo Sotelo (société minière et pétrochimique nationalisée) et alors propriétaire du club de l'Andorra CF.
La capacité d'accueil du stade est améliorée en 1981 lors de la promotion du club en D3 espagnole (Segunda B).
En 2007, lors des rénovations du stade municipal (nouveau toit, nouveaux sièges), ce dernier change de nom pour son actuelle prénomination (officiellement le 10 septembre 2008).